# Фокс, Терри
Терренс Стэнли Фокс (англ. Terrance Stanley 'Terry' Fox; 28 июля 1958 — 28 июня 1981) — канадский активист по поддержке людей, болеющих раком. В возрасте 19 лет у него была обнаружена злокачественная опухоль и ему ампутировали ногу. Через несколько лет он предпринял попытку сверхмарафонского пробега через Канаду с востока на запад, чтобы собрать пожертвования на онкологические исследования.

## Биография

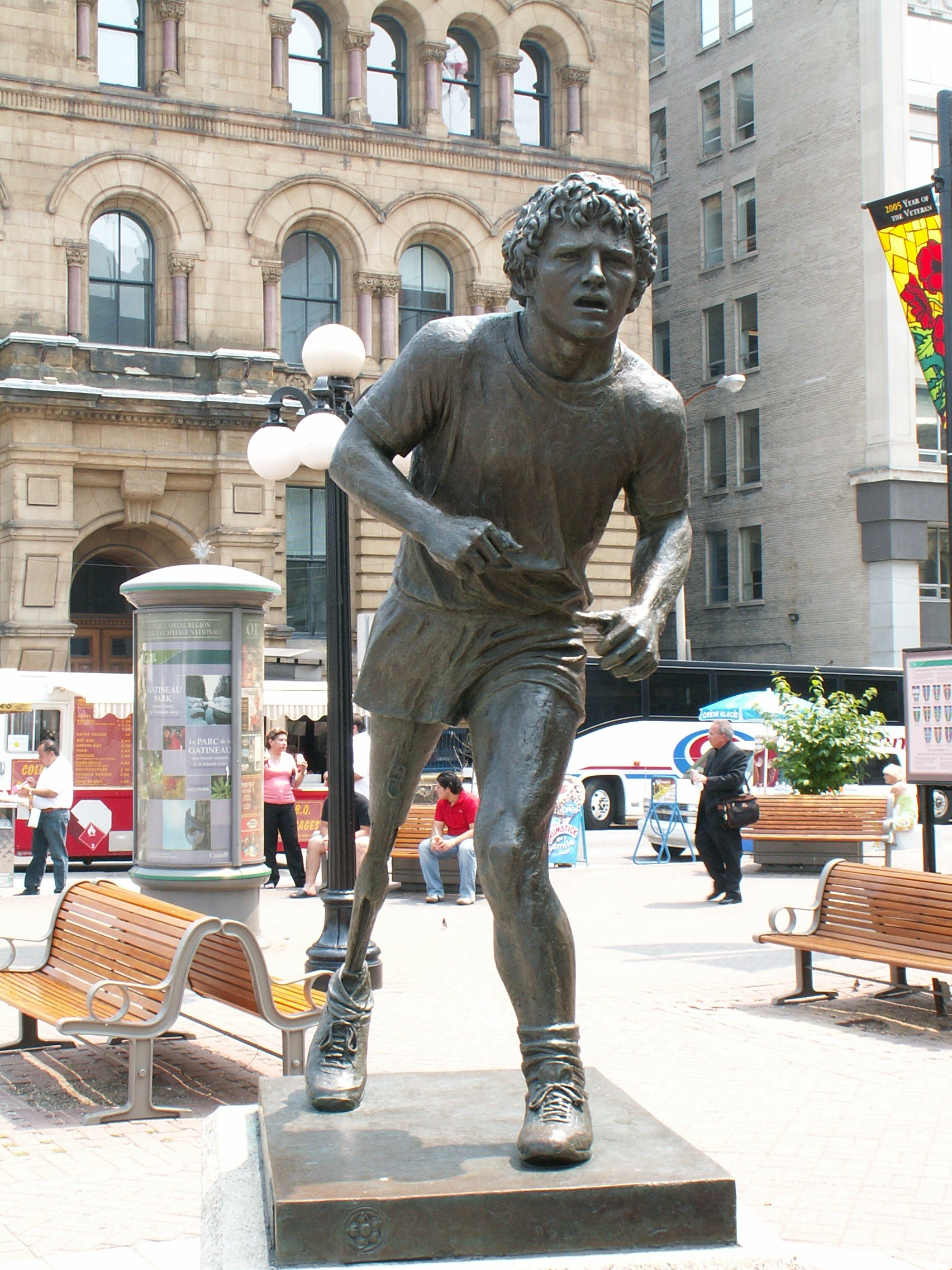
Памятник Терри Фоксу в Оттаве

Терри Фокс родился в Виннипеге (провинция Манитоба, Канада), рос на западе Канады в провинции Британская Колумбия, увлекался баскетболом. Окончил школу, подал документы в университет, собирался стать преподавателем физической культуры. Но в 1977 году Терри стал чувствовать боль в правом колене, у него была диагностирована саркома кости.
Медики были вынуждены ампутировать ему правую ногу выше колена. Три года спустя молодой атлет принимает решение пробежать через всю страну от океана до океана. Цель пробега — сбор пожертвований на исследования онкологических заболеваний. При организации «Марафона надежды» (англ. Marathon of Hope) он мечтал собрать по одному доллару с каждого канадского гражданина. Больше года он ежедневно тренировался, потому как хорошо понимал, что даже здоровому человеку такую дистанцию не одолеть без предварительной подготовки.
Терри Фокс начал «Марафон надежды» 12 апреля 1980 года, окунув ногу в Атлантический океан (у Сент-Джонса, провинция Ньюфаундленд), и намеревался окунуть её второй раз уже в Тихий океан в Ванкувере (провинция Британская Колумбия). Он пробегал в среднем 42 км в день — типичная марафонская дистанция, но болезнь прогрессировала, и он бежал, испытывая постоянную боль, с протезом вместо ноги. Лишь огромная сила воли и стремление помочь миллионам собратьев по несчастью двигали его вперёд. Акция получила широкий отклик. Несмотря на то, что начало «Марафона надежды» сопровождалось малой оглаской в средствах массовой информации, люди выходили сделать пожертвования и поддержать юношу на его пути.
Он не смог завершить марафон. Рак распространился на лёгкие, и Терри Фокс был вынужден прервать дистанцию 1 сентября 1980 года. Он остановился рядом с городом Тандер-Бей (на севере провинции Онтарио) после 143 дней беспрерывного марафона, пробежав 5 373 км (3 339 мили) через провинции Ньюфаундленд, Новая Шотландия, Остров Принца Эдуарда, Нью-Брансуик, Квебек и Онтарио. Через десять месяцев, не дожив до своего 23-летия, Терри скончался.
К февралю 1981 года было собрано чуть больше 24 миллионов долларов (при тогдашнем населении Канады около 24 миллиона), но, самое главное, он сумел привлечь внимание широкой общественности. Теперь в Канаде и ещё более чем в 50 странах мира ежегодно проводятся благотворительные пробеги имени Терри Фокса (англ. Terry Fox Run) в фонд пожертвований на исследование онкологических заболеваний. Terry Fox Run занесён в книгу рекордов как самая большая одиночная кампания по сбору средств в мире. Через 25 лет развития, «Фонд Терри Фокса» вырос до 360 миллионов долларов, так что с помощью миллионов людей усилия Терри Фокса не пропали даром. По состоянию на сентябрь  2022 года  на его имя было собрано более 850 миллионов канадских долларов
Канадские власти назвали ледокол именем Терри Фокса. Судно было спущено на воду в 1983 году.

## Награды
- 1980 — Компаньон ордена Канады[6]
- 1980 — Приз имени Лу Марша
- 2012 — Введён в Канадский зал медицинской славы[англ.][7]